# حوة برونرية
حوة برونرية (الاسم العلمي:Launaea brunneri) هي نوع من النباتات تتبع جنس الحوة من الفصيلة النجمية.